# Germania inferiore
La Germania inferiore (Germania inferior) era una provincia romana situata sulla riva occidentale del fiume Reno, in corrispondenza degli attuali Paesi Bassi e Germania occidentale.

## Statuto
La Germania inferiore fu organizzata, da distretto militare qual era dopo la clades variana del 9, in provincia imperiale romana tra l'85 ed il 90, comprendendo vasti territori che erano appartenuti in precedenza alla Gallia Belgica. Nella provincia venne inclusa quella regione di confine racchiusa tra la foce del Reno e il basso corso della Mosella. La provincia venne affidata ad un legatus Augusti pro praetore. Nella successiva riorganizzazione tetrarchica voluta da Diocleziano (fine del III secolo), la Germania inferiore divenne parte della Diocesi delle Gallie con il nuovo nome di Germania II.
| EVOLUZIONE DELLE PROVINCE GERMANICHE     | EVOLUZIONE DELLE PROVINCE GERMANICHE   | EVOLUZIONE DELLE PROVINCE GERMANICHE   | EVOLUZIONE DELLE PROVINCE GERMANICHE    | EVOLUZIONE DELLE PROVINCE GERMANICHE    | EVOLUZIONE DELLE PROVINCE GERMANICHE    | EVOLUZIONE DELLE PROVINCE GERMANICHE    | EVOLUZIONE DELLE PROVINCE GERMANICHE    | EVOLUZIONE DELLE PROVINCE GERMANICHE    |
| ---------------------------------------- | -------------------------------------- | -------------------------------------- | --------------------------------------- | --------------------------------------- | --------------------------------------- | --------------------------------------- | --------------------------------------- | --------------------------------------- |
| prima della conquista romana             | Gallia transalpina (Galli)             | Gallia transalpina (Galli)             | Gallia transalpina (Galli)              | Gallia transalpina (Galli)              | Gallia transalpina (Galli)              | Gallia transalpina (Galli)              | Germania Magna (Germani)                | Germania Magna (Germani)                |
| dal 50 a.C.                              | Gallia Belgica                         | Gallia Belgica                         | Gallia Belgica                          | Gallia Celtica                          | Gallia Celtica                          | Gallia Celtica                          | Germania Magna (Germani)                | Germania Magna (Germani)                |
| dal 16 a.C.                              | Gallia Belgica (ampliata)              | Gallia Belgica (ampliata)              | Gallia Belgica (ampliata)               | Gallia Belgica (ampliata)               | Gallia Belgica (ampliata)               | Gallia Belgica (ampliata)               | Germania Magna (Germani)                | Germania Magna (Germani)                |
| dal 9 a.C. al 5 d.C.                     | Gallia Belgica                         | Gallia Belgica                         | Germania (distr.militare fino al Weser) | Germania (distr.militare fino al Weser) | Germania (distr.militare fino al Weser) | Germania (distr.militare fino al Weser) | Germania (distr.militare fino al Weser) | Germania (distr.militare fino al Weser) |
| dal 5 al 9 d.C.                          | Gallia Belgica                         | Gallia Belgica                         | provincia di Germania (fino all'Elba)   | provincia di Germania (fino all'Elba)   | provincia di Germania (fino all'Elba)   | provincia di Germania (fino all'Elba)   | provincia di Germania (fino all'Elba)   | provincia di Germania (fino all'Elba)   |
| dal 17 d.C.                              | Gallia Belgica (di cui facevano parte) | Gallia Belgica (di cui facevano parte) | Germania inf. (distr.militare)          | Germania inf. (distr.militare)          | Germania sup. (distr.militare)          | Germania sup. (distr.militare)          | Germania Magna (andata perduta)         | Germania Magna (andata perduta)         |
| dall'83                                  | Gallia Belgica                         | Gallia Belgica                         | Germania inferiore (scorporata)         | Germania inferiore (scorporata)         | Germania superiore (scorporata)         | Germania superiore (scorporata)         | Germania Magna (Germani)                | Germania Magna (Germani)                |
| con la riforma di Diocleziano            | Belgica I                              | Belgica II                             | Germania I                              | Germania I                              | Germania II                             | Germania II                             | Germania Magna (Germani)                | Germania Magna (Germani)                |
| da Costantino I (324) a Teodosio I (395) | Belgica I                              | Belgica II                             | Germania I                              | Germania I                              | Germania II                             | Germania II                             | Germania Magna (Germani)                | Germania Magna (Germani)                |

## Storia

### Da Cesare alla fine della Repubblica (58-30 a.C.)

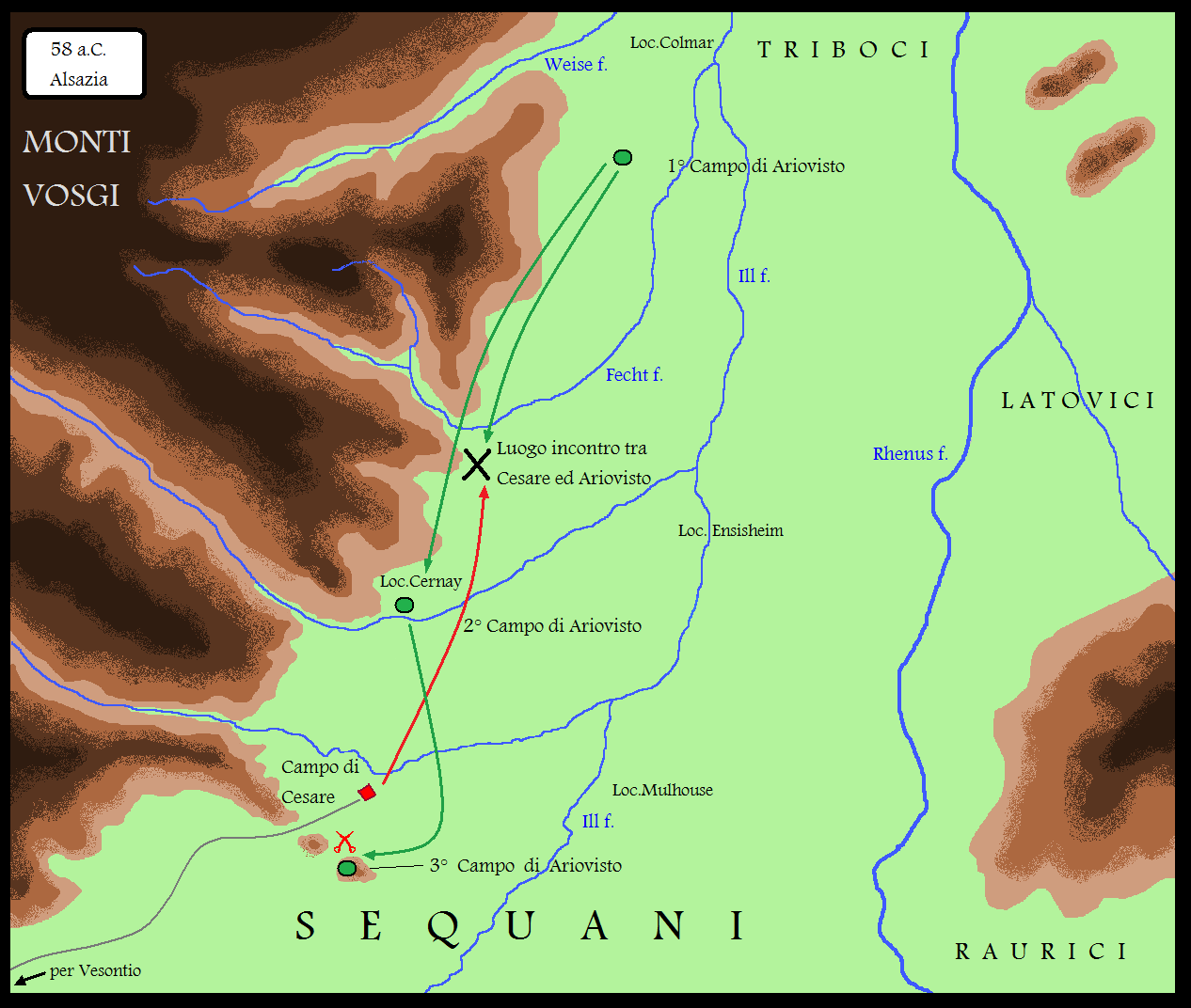
La campagna militare di Gaio Giulio Cesare in Alsazia contro Ariovisto nel 58 a.C.

I territori delle future province di Germania inferiore e superiore entrarono nella sfera di influenza romana ai tempi della conquista della Gallia di Gaio Giulio Cesare degli anni 58 e 57 a.C. Si racconta infatti, che Cesare, una volta battuti gli Elvezi, rivolse la sua attenzione all'invasore della Gallia: le popolazioni germaniche, comandate dal re Ariovisto. Quest'ultimo aveva invaso, insieme alle sue genti, i territori della riva sinistra del Reno, fin dal 72 a.C., insieme alle popolazioni sveve provenienti dalle vallate dei fiumi Neckar e Meno. Nel corso degli anni le popolazioni germaniche che avevano passato il Reno erano cresciute in numero fino a raggiungere rapidamente le 120.000 unità, ma Cesare alla fine ebbe la meglio riuscendo a batterle in Alsazia, in una piana ai piedi dei monti Vosgi, oggi compresa tra le città di Mulhouse e Cernay (nel 58 a.C.).
I Germani al termine di uno scontro assai cruento, furono sconfitti e massacrati dalla cavalleria romana mentre cercavano di attraversare il fiume, e lo stesso Ariovisto scampò a stento alla morte, riuscendo a guadare il Reno insieme a pochi fedeli.
Da questo momento Ariovisto scomparve dalla scena storica. Cesare, respingendo gli Suebi al di là del Reno, trasformò questo fiume in quella che sarebbe stata la barriera naturale dell'Impero per i successivi quattro-cinque secoli.

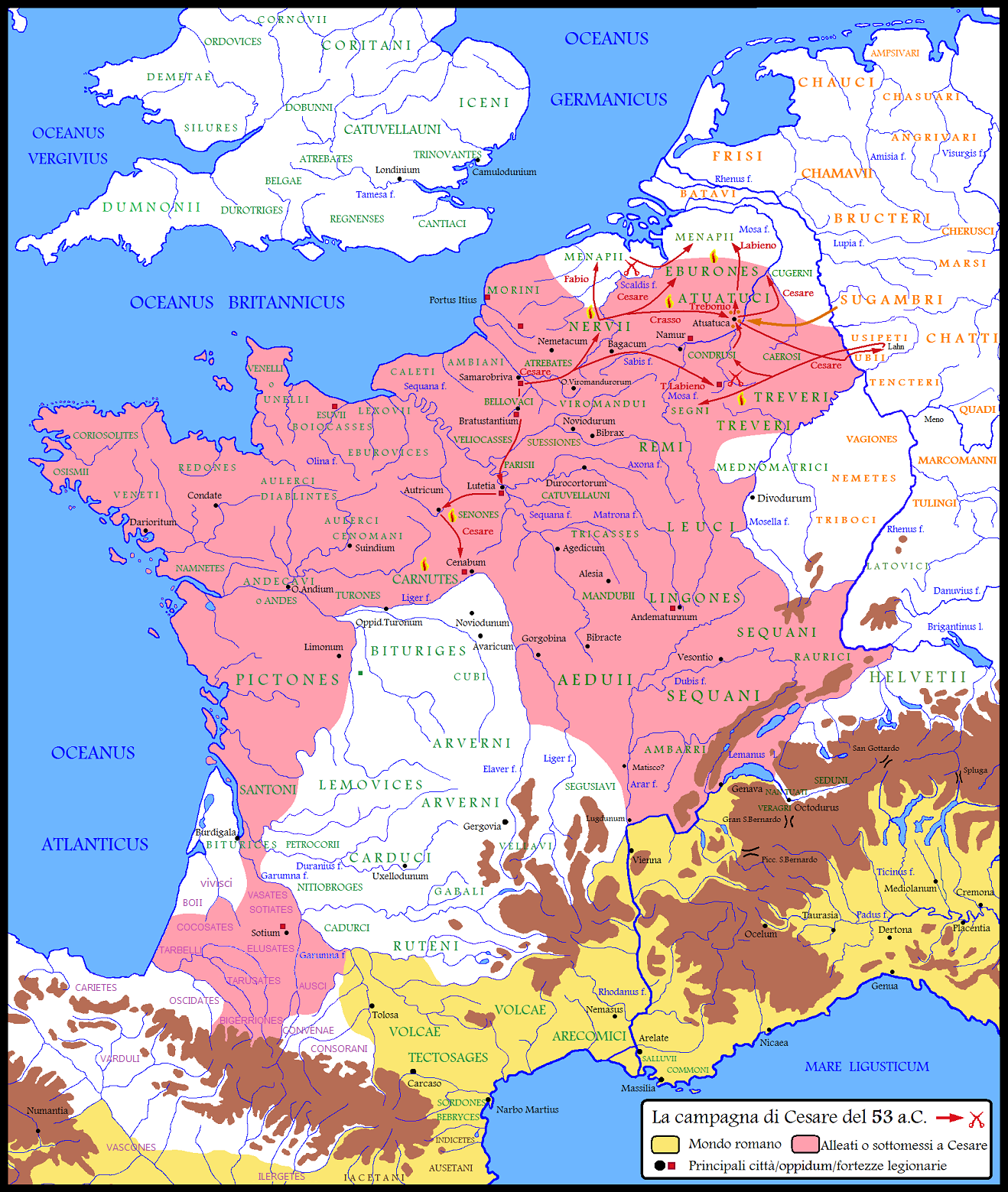
La campagna di Cesare del 53 a.C. in Gallia e Germania.

Nel 55 e poi definitivamente nel 53 a.C., Cesare rivolse le sue armate verso il nord-est della Gallia, prima contro i Treveri e gli Eburoni di Ambiorige, oltre ai loro alleati. Per prima cosa credette di dover attaccare gli alleati del principe eburone prima di provocarlo a guerra aperta, evitando così che, persa la speranza di salvarsi, potesse nascondersi tra il popolo dei Menapi o al di là del Reno, tra i Germani. Una volta stabilito questo piano, il proconsole romano spedì tutti i suoi carriaggi, accompagnati da due legioni, nel Paese dei Treveri, al campo base di Tito Labieno, dove lo stesso aveva svernato con un'altra legione. Egli stesso con cinque legioni, senza bagagli, si mise in marcia alla volta dei Menapi (i cui territori saranno inglobati quasi 150 anni più tardi nella provincia della Germania inferior), i quali, grazie alla conformazione del terreno, decisero di non radunare l'esercito, ma di rifugiarsi nelle fitte foreste e paludi con i loro beni più preziosi, poiché sapevano che avrebbero avuto la peggio in uno scontro aperto con il generale romano.
La reazione di Cesare fu quella di dividere il suo esercito in tre colonne parallele: una guidata dal luogotenente Gaio Fabio, una dal questore Marco Crasso e la terza, presumibilmente quella centrale, sotto la sua guida. Le operazioni cominciarono con la devastazione dei territori del nemico in ogni direzione; molti villaggi furono incendiati, mentre una grande parte del bestiame dei Galli fu razziata, e molti dei loro uomini furono fatti prigionieri. Alla fine anche i Menapi inviarono a Cesare ambasciatori per chiedere la pace. Il proconsole acconsentì a condizione di ricevere un adeguato numero di ostaggi ed a fronte della promessa di non dare asilo ad Ambiorige o ai suoi sostenitori. Portata a termine anche questa operazione, Cesare lasciò sul posto l'atrebate Commio con la cavalleria, affinché mantenesse l'ordine, e si diresse verso il territorio dei Treveri, più a sud (territorio della futura provincia di Germania superiore). È proprio da questa campagna che i territori della futura provincia della Germania inferior, entrarono nella sfera di influenza e furono occupati in modo definitivo dai Romani.

### La conquista dellaGermania Magnasotto Augusto (30 a.C.-9 d.C.)

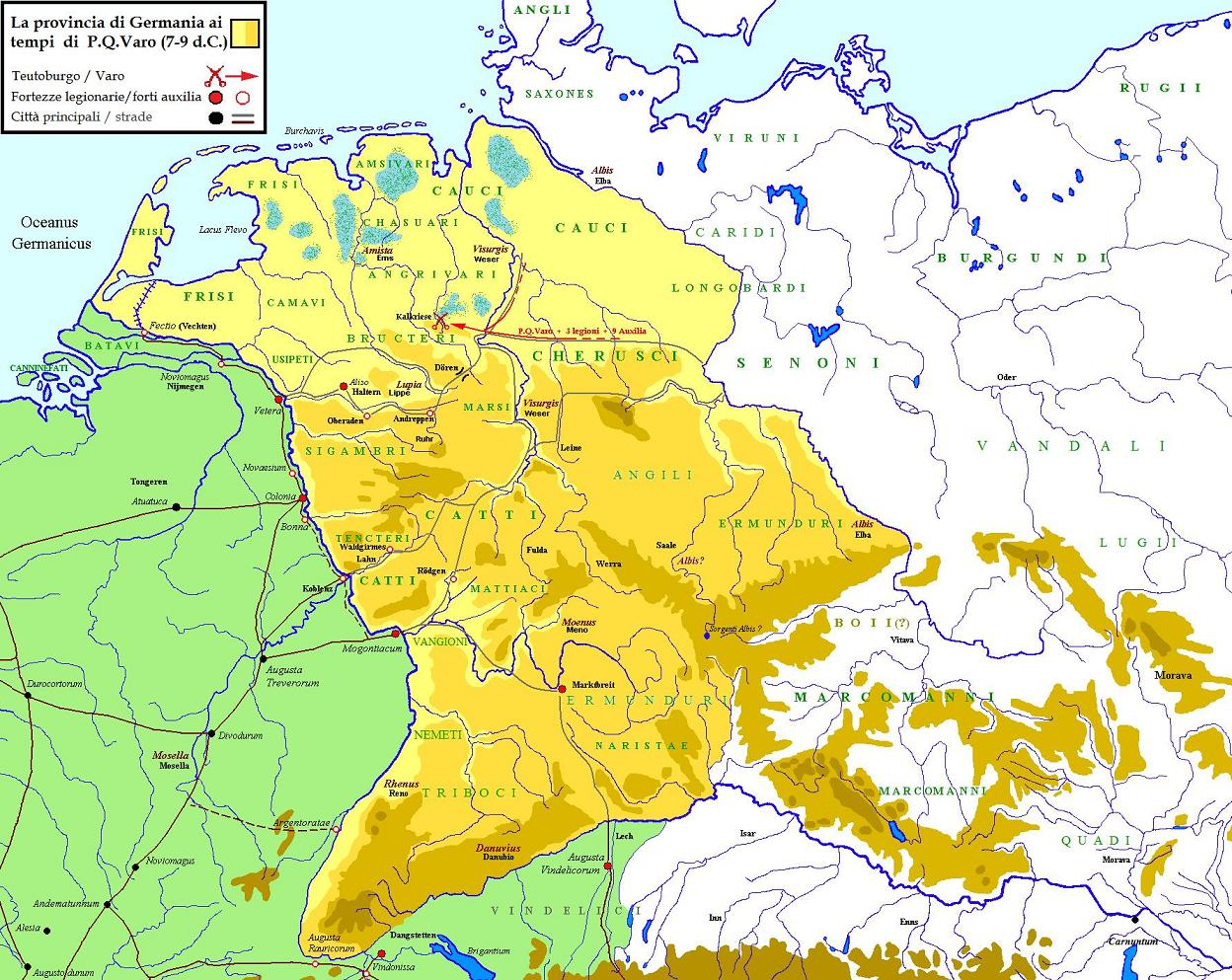
La provincia romana di Germania Magna nel 9.

Le popolazioni germaniche avevano più volte tentato di passare il Reno con grave danno per le province galliche: nel 38 a.C. (anno in cui gli alleati germani, Ubi, furono trasferiti in territorio romano), nel 29 a.C. da parte dei Suebi e nel 17 a.C. ad opera di Sigambri e dei loro alleati Tencteri ed Usipeti (in questo caso causando la sconfitta del proconsole Marco Lollio e la perdita delle insegne legionarie della legio V Alaudae). Augusto recatosi in Gallia nel 16 a.C. insieme al figlio adottivo, Tiberio, ritenne fosse giunto il momento di annettere la Germania, come aveva fatto suo padre adottivo, Gaio Giulio Cesare con la Gallia. Desiderava spingere i confini dell'Impero romano più ad est, spostandoli dal fiume Reno fino al fiume Elba.
Così, dopo la morte di Marco Vipsanio Agrippa, il comando delle operazioni fu affidato, prima al secondo figliastro dell'imperatore Augusto, Druso maggiore (con la costruzione anche dell'importante canale artificiale, la fossa drusiana), e poi al primogenito Tiberio. A loro il difficile compito di sottomettere le popolazioni dell'intera Germania. Le armate romane percorsero i territori della Germania libera partendo dai castra principali di Castra Vetera e Mogontiacum. E dopo una iniziale sottomissione di tutti i territori germanici e loro costituzione in provincia romana (con esclusione della sola Boemia dei Marcomanni di Maroboduo), furono sconfitti e cacciati in modo irreparabile e definitivo nel 9. Tre intere legioni furono distrutte nella selva di Teutoburgo, il limes fu ritirato ancora una volta ad ovest del fiume Reno, mentre le due zone delle future province di Germania inferiore e superiore (dall'85/90 circa) andarono a costituire importanti aree militarizzate a difesa di questo tratto di frontiera.

### Da Germanico alla rivolta dei Batavi (14-70)

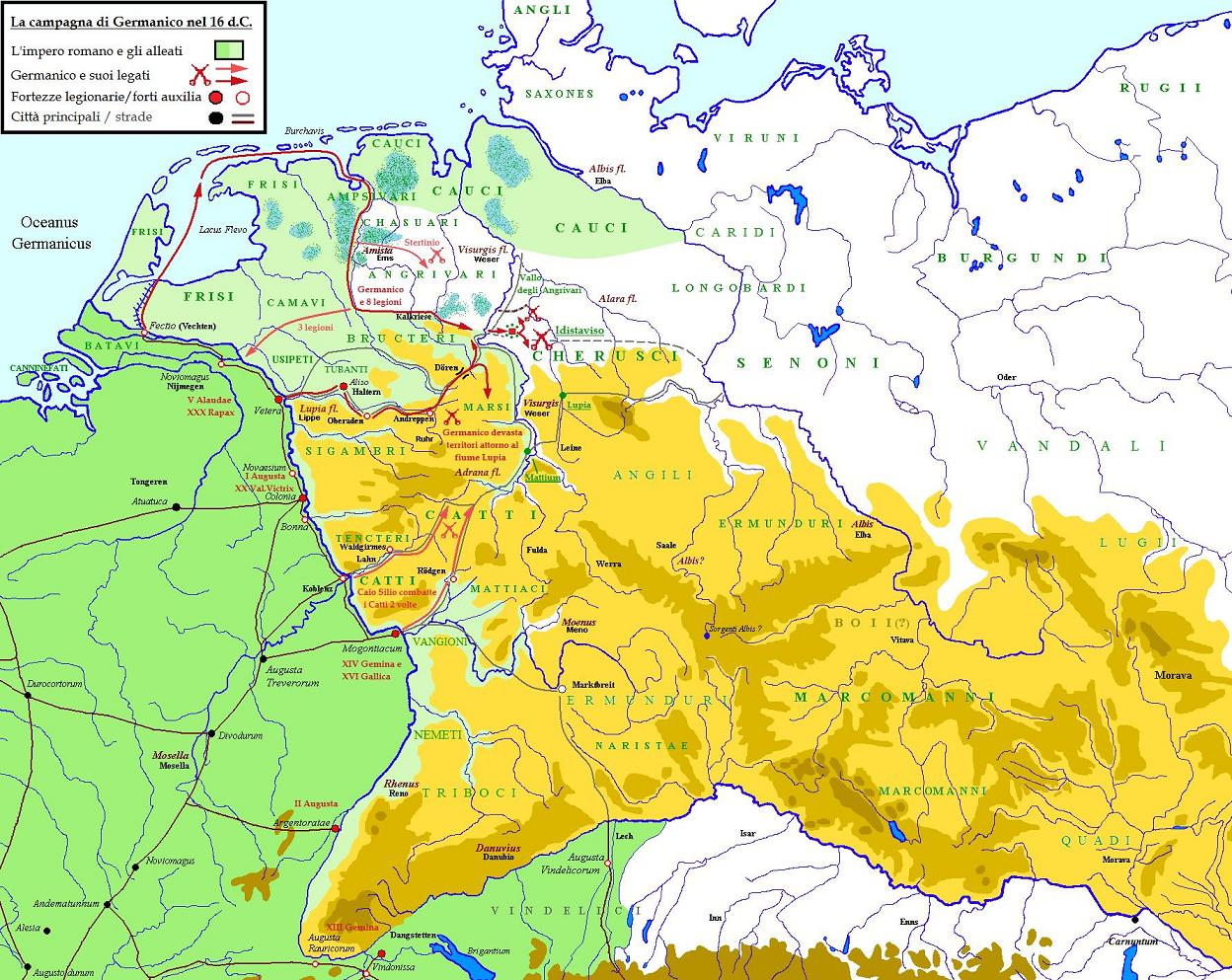
L'ultima campagna militare di Germanico del 16 d.C.

Tutta la zona tra il Reno e l'Elba era andata definitivamente perduta e neppure le azioni intraprese da Tiberio negli anni 10-11, poterono ripristinare quanto era stato così faticosamente conquistato in 20 anni di campagne militari precedenti. Il confine naturale sarebbe tornato definitivamente al fiume Reno, e nessun altro imperatore avrebbe tentato una nuova impresa tanto difficile e dispendiosa, come aveva provato Augusto durante questo ventennio.
Vi fu un nuovo tentativo pochi anni più tardi da parte del figlio di Druso, Germanico, più che altro volto a vendicare l'onore di Roma, ma nulla di più (nel 14-16). Tiberio, infatti, malgrado le aspettative del giovane generale, ritenne di rinunciare a nuovi piani di conquista di quei territori, poiché la Germania, era risultata una terra selvaggia e primitiva, inospitale, ricoperta da immense paludi e fitte foreste, con limitate risorse naturali (a quel tempo conosciute) e, quindi, non particolarmente appetibile da un punto di vista economico. Tiberio decise, pertanto, di sospendere ogni attività militare oltre il Reno, lasciando che fossero le stesse popolazioni germaniche a sbrigarsela, combattendosi tra loro.
Con la fine del regno di Nerone e la guerra civile scatenata per la sua successione, lungo il basso corso del Reno, alcune unità ausiliarie germaniche, i Batavi si ribellavano e cercavano l'indipendenza. La rivolta fu soffocata nel sangue dalle legioni delle province di Germania inferiore e superiore.

### I Flavi (70-96)
Un legato della Germania Superiore, un certo Gneo Pinario Cornelio Clemente ricevette le insegne trionfali per imprese vittoriose in Germania nel 74, ed una pietra miliare trovata ad Offenburg, poco ad est del Reno, attesta la costruzione di una via che da Argentoratae conduceva alla Rezia. Fu solo sotto Domiziano che furono acquisiti nuovi territori, tra le alte valli di Reno e Danubio, a seguito delle campagne condotte dai suoi generali negli anni 83-85 (i cosiddetti Agri decumates), tanto da determinare la necessità di creare attorno all'85/90 due nuove province imperiali (da distretti militari quali erano): la Germania inferiore e quella superiore.

### Fine dei secoli II-III secolo: le prime invasioni germaniche

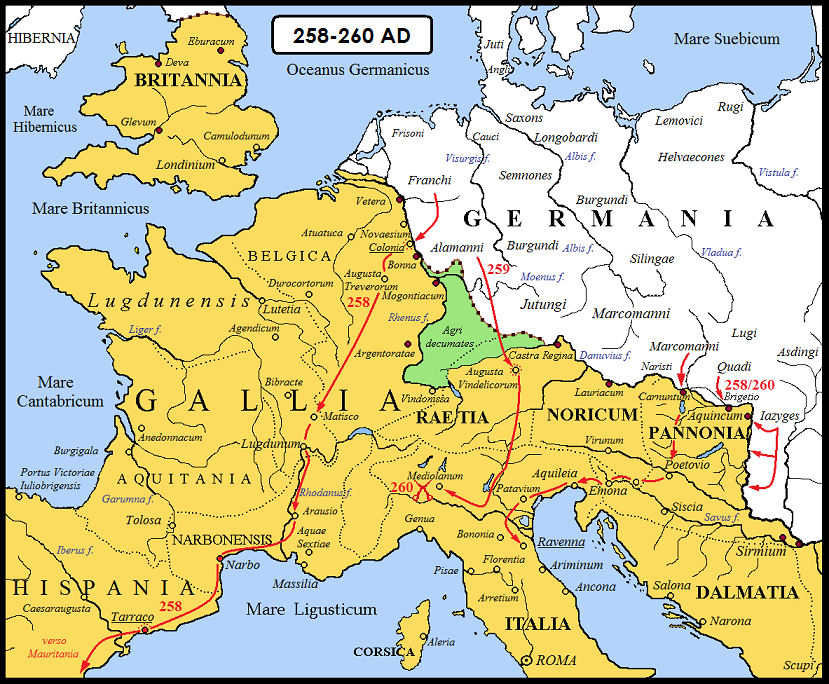
Invasioni in Occidente di Franchi, Alamanni, Marcomanni, Quadi, Iazigi e Roxolani degli anni 258-260.

Il legatus legionis di Mogontiacum (Magonza), Didio Giuliano (futuro imperatore), riuscì a respingere una nuova incursione di Catti (forse alleati con gli Ermunduri), mentre i Cauci portavano devastazione lungo il litorale della Gallia Belgica e della Germania inferiore.
Il fronte renano della Germania inferiore fu sconvolto da nuovi attacchi dei Franchi nel 254, i quali riuscirono a spingersi fino a Mogontiacum, dove furono fermati dall'accorrente legio VI Gallicana, di cui era tribuno militare il futuro imperatore Aureliano. Lo stesso Gallieno, lasciato l'Illirico a marce forzate, accorse in Occidente, riuscendo a battere le orde franche probabilmente nei pressi di Colonia e comunque dopo aver ripulito l'intera sponda sinistra del Reno dalle armate dei barbari.
Quattro anni più tardi nel 258, ancora i Franchi, che l'anno precedente avevano sfondato il limes della Germania inferiore, compirono una nuova incursione, incuneandosi nei territori imperiali di fronte a Colonia per poi spingersi fino alla Spagna, dove saccheggiarono Tarragona,), fino a Gibilterra e alle coste della Mauretania romana.
Nel 277 l'imperatore Marco Aurelio Probo decise di marciare verso la Gallia per affrontare i Germani penetrati nel corso dell'invasione dell'anno precedente. La tattica di Probo fu quella di affrontare separatamente le varie forze avversarie che, seppure numericamente superiori, furono sconfitte una ad una. I primi ad essere battuti dalle armate romane a dai generali dell'imperatore furono i Franchi, penetrati nella zona nord orientale della Gallia Belgica.
Nel 288 un nuovo successo sulle tribù germaniche è confermato dalla quarta acclamazione di Diocleziano quale "Germanicus maximus", per i successi ottenuti dai generali di Massimiano sui Franchi. Massimiano era riuscito a catturarne il re dei Franchi Sali, Gennobaude, ed a ottenere la restituzione di tutti i prigionieri romani. A completamento dell'opera di pacificazione, dislocò alcuni Franchi nei territori circostanti Treveri e Bavai.
Nel 293 Diocleziano ottenne la V acclamazione ad imperator come "Germanicus maximus" in seguito ai successi riportati da Costanzo Cloro, il quale dopo aver marciato su per la costa fino agli estuari di Reno e Schelda, riportò una vittoria sugli alleati franchi del ribelle Carausio.
Nel 294 Costanzo Cloro ripopolò il territorio, un tempo abitato dai Batavi, con i Franchi Sali provenienti dalla Frisia.

### La riforma tetrarchica di Diocleziano e Costantino (284-337)

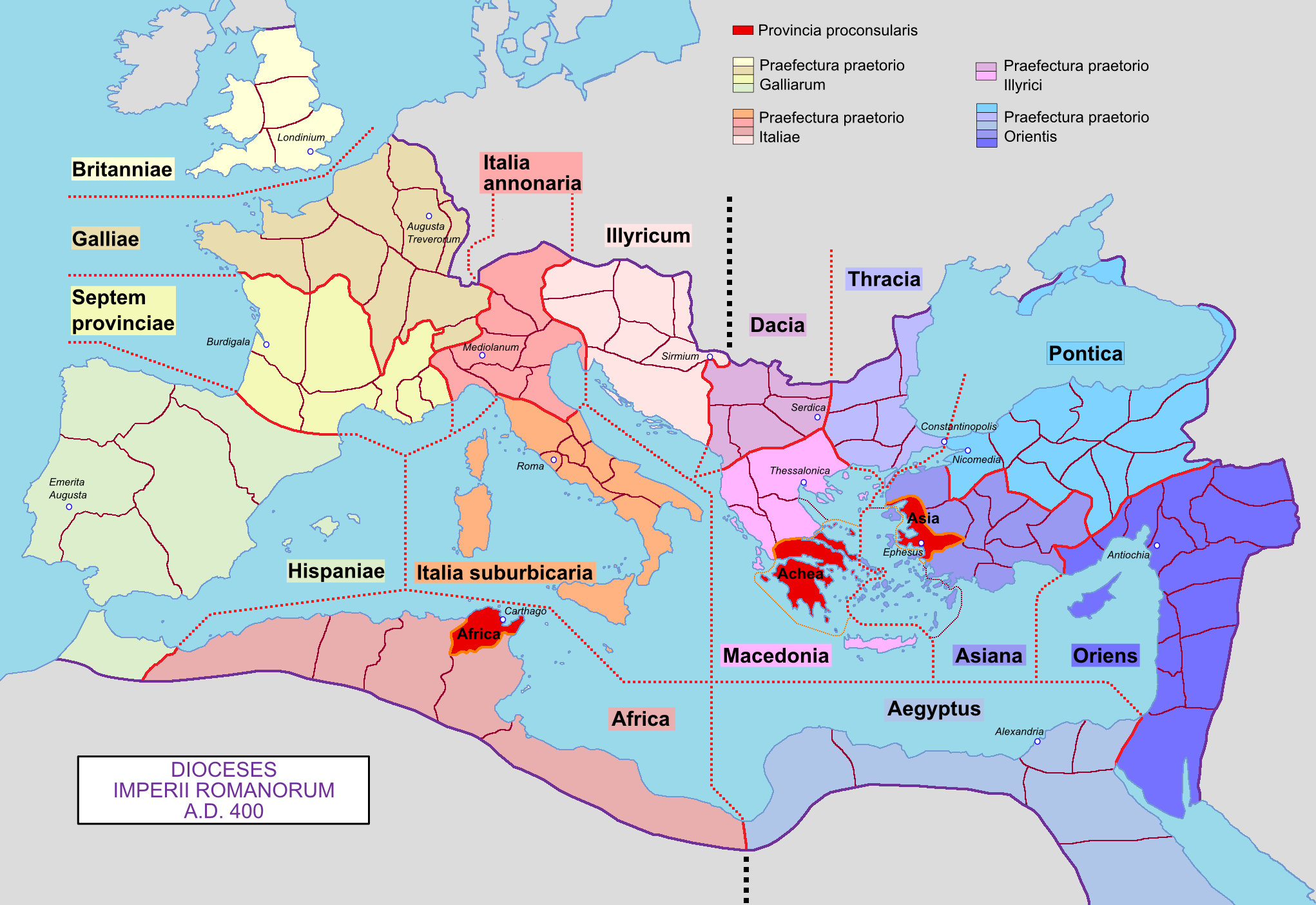
La divisione amministrativa dell'impero in prefetture e diocesi. La cartina, che riproduce la situazione alla fine del IV secolo d.C., mostra la parte occidentale dell'Illirico unita all'Italia, divisione che avvenne solo nel 395 d.C. Al tempo della tetrarchia, l'Illirico non era diviso.

Nella riorganizzazione dell'impero iniziata con la tetrarchia di Diocleziano e portata a termine da Costantino I, l'impero venne diviso in dodici diocesi (al posto delle vecchie province augustee, di cui 6 in Occidente e 6 in Oriente), di cui la più grande, quella orientale, includeva sedici province. Le altre erano le prefetture dell'Italia, della Gallia e dell'Illirico, che corrispondevano alla divisione dell'impero in zone di influenza della tetrarchia.
Ogni diocesi era governata da un pretore vicario o semplicemente vicario (vicarius), sottoposto al prefetto del pretorio (alcune diocesi, peraltro, potevano essere governate direttamente dal prefetto del pretorio). Il vicario controllava i governatori delle singole province (variamente denominati: proconsules, consulares, correctores, praesides). I vicari non avevano poteri militari, infatti le truppe stanziate nella diocesi erano sotto il comando di un comes rei militaris, che dipendeva direttamente dal magister militum e aveva alle sue dipendenze i duces ai quali era affidato il comando militare nelle singole province.
Nella prima riorganizzazione voluta da Diocleziano con la tetrarchia, la Germania inferiore divenne parte della Diocesi delle Gallie con il nuovo nome di Germania II.

### Crollo dellimese fine della provincia romana: i Franchi (IV e V secolo)

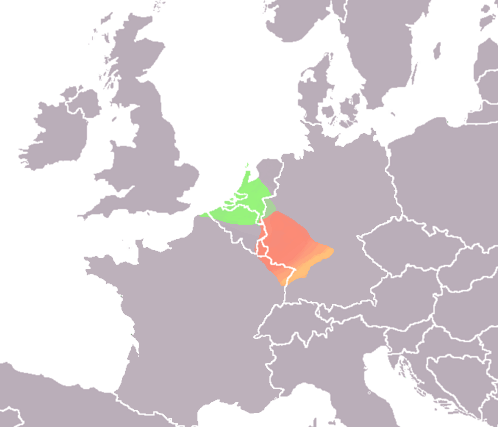
La popolazione dei Franchi Sali in verde, quella dei Franchi Ripuari in arancione.

Nella prima metà del IV secolo le incursioni germaniche seguirono in parte lo stesso modello sperimentato nel secolo precedente, con spedizioni finalizzate al saccheggio che muovevano dalle aree di stanziamento poste immediatamente al di là del Limes romano. Già in questa fase, tuttavia, si affacciò una nuova modalità, che vide intere popolazioni, e non più solo i guerrieri, passare il Limes e cercare aree di stanziamento in territorio romano. Roma tentò, pertanto, di assorbire gli spostamenti delle popolazioni germaniche inserendole all'interno delle proprie strutture, affidando loro un territorio di stanziamento lungo il limes, compreso quello della Germania inferiore, in cambio dell'accoglienza alla difesa del Limes stesso.
Negli anni 306-313, Costantino I, riuscì a battere ripetutamente i Franchi che avevano invaso i territori romani ad occidente del fiume Reno. Trent'anni più tardi, nel 342, la federazione dei Franchi fu protagonista di un'incursione in territorio gallico, condotta a partire dalla loro area d'insediamento presso il Reno.
Gli imperatori Costanzo II e Giuliano, sebbene riuscissero a respingerli a fatica in differenti campagne militari negli anni 355-358, furono poi costretti ad assegnare loro parte della Gallia Belgica in qualità di foederati dell'Impero romano, incaricati di difendere la frontiera del Reno. Da questo territorio i Franchi si estesero gradualmente in gran parte della Gallia romana, continuando a contribuire alla difendere dei confini dell'Impero.

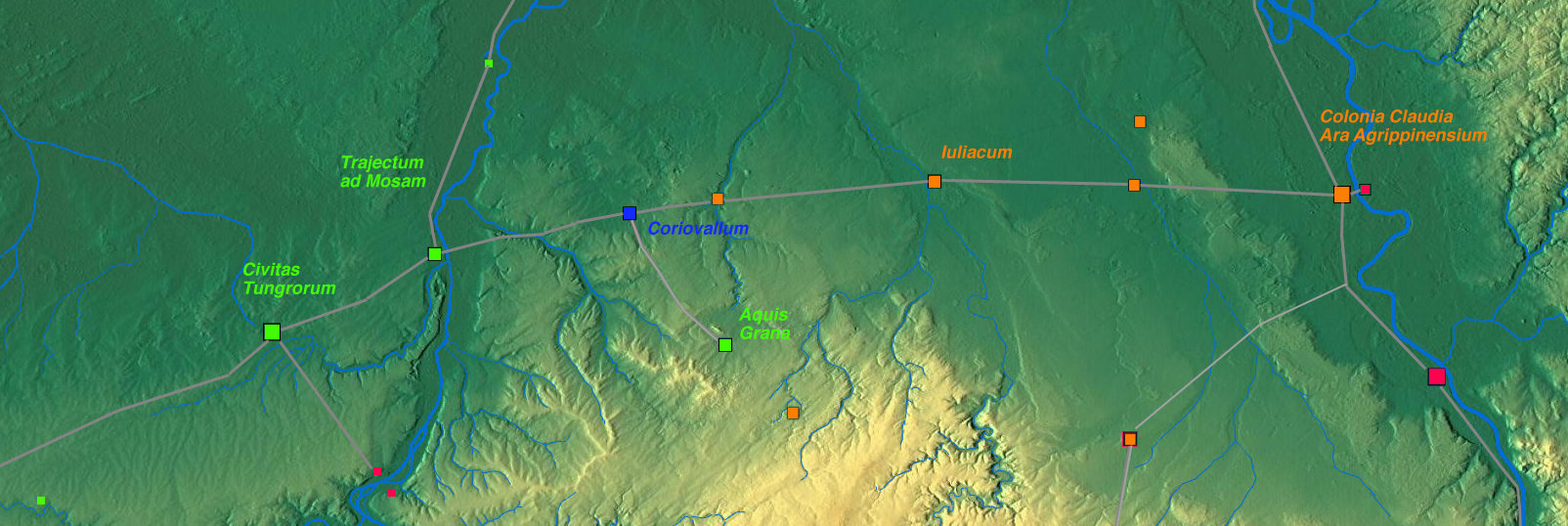
Tratto del nuovo limes che da Civitas Tungrorum portava a Colonia.

Dieci anni più tardi (nel 367 e poi ancora nel 370) Valentiniano I respinse nuove incursioni di Franchi e Sassoni (anche lungo le coste della Britannia), stabilendo la propria residenza ad Augusta Treverorum. Nel 379 toccò all'imperatore Graziano respingere nuove invasioni di Franchi e Alemanni (questi ultimi in Germania superiore), mentre nel 389 fu invece Arbogaste, generale di origine franca, una volta divenuto tutore del giovane imperatore Valentiniano II (che egli aveva difeso contro l'usurpatore Massimo nel 388) a battere Franchi e Sassoni nel corso di una nuova campagna militare.
Con la fine del IV e gli inizi del V secolo, i Franchi si stabilizzarono nella parte della Germania inferiore compresa tra il Reno e la Mosella come foederati, incaricati di difendere la frontiera del Reno. Probabilmente non tutte le tribù seguivano univocamente le decisioni generali, per cui nel 440 circa l'esercito imperiale conseguì una vittoria contro alcuni Franchi presso Vicus Helena (vicino all'odierna Arras), che ebbe come conseguenza la formazione di un'enclave franca attorno a Tournai, mentre altri piccoli regni si andavano creando attorno a Treviri. Altri Franchi, invece, parteciparono come alleati dei Romani contro Attila nella battaglia dei Campi Catalunici del 451.

## Difesa ed esercito

### Legioni romane
L'esercito della Germania inferiore, conosciuto semplicemente come EX.GER.INF. (Exercitus Germania Inferior), fu portato a ben quattro legioni subito dopo la disfatta di Varo del 9, dislocate nelle seguenti località: Noviomagus Batavorum, Castra Vetera, Novaesium e Colonia Agrippina (poi chiusa a vantaggio di Bonna). Si trattava delle legioni I Germanica, V Alaudae, XX Valeria Victrix e XXI Rapax. Negli anni successivi la guarnigione legionaria fu ridotta prima a tre unità (sotto Domiziano) e poi a sole due (sotto Traiano): la I Minervia e la XXX Ulpia Victrix.

### AuxiliaeClassis germanica
Vi erano poi oltre una ventina di unità ausiliarie a difesa dei confini e delle principali strade che conducevano all'interno nella Gallia Belgica, per un totale di un massimo di 42.000 armati circa, fino ad un minimo di 20.000 armati, proprio a partire dai principati di Domiziano-Traiano quando due legioni furono trasferite lungo il fronte danubiano. Sappiamo da tutta una serie di iscrizioni epigrafiche che nella provincia c'erano:
nel 94c'erano 5 alae di cavalleria e 12 cohortes di fanteria (o miste), i cui nomi erano:
- per le ali ne ricordiamo alcune: Sulpicia, (?), (I Gallorum?) Indiana e (?);
- per le coorti, ricordiamo: I Pannoniorum, I Flavia Hispanorum, I Pannoniorum et Delmatarum civium Romanorum, I civium Romanorum, II civium Romanorum, I Hispanorum, II Asturum,  II Varcianorum, e VI (Raetorum?).

nel 98c'erano 6 alae di cavalleria e 25 cohortes di fanteria (o miste), i cui nomi erano:
- per le ali: Sulpicia, Indiana, I Noricorum, I Batavorum, (Moesica?) e I Afrorum (veterana);
- per le coorti: I Hispanorum, I Pannoniorum, (?), I Thracum, I Flavia Hispanorum, I Pannoniorum et Delmatarum civium Romanorum, I Vindelicorum civium Romanorum milliaria, I Raetorum civium Romanorum, I classica, I Lucensium, I Latobicorum et Varcianorum, I civium Romanorum, II civium Romanorum, II, II Hispanorum, II Asturum, II Varcianorum, II Brittonum milliaria, II Thracum, III Lusitanorum, III Breucorum, IIII Thracum, VI Breucorum, VI Raetorum e VI Brittonum.

nel 101c'erano 6 alae di cavalleria e 19 cohortes di fanteria (o miste), i cui nomi erano:
- per le ali ne ricordiamo alcune: I Afrorum veterana,[33] (I Gallorum?) Indiana, Noricorum civium Romanorum, Sulpicia civium Romanorum, Moesica e Batavorum civium Romanorum;
- per le coorti, ricordiamo:  I civium Romanorum, I Hispanorum, I Pannoniorum veterana, I Thracum civium Romanorum, I Flavia Hispanorum, I Pannoniorum et Delmatarum civium Romanorum, I Raetorum civium Romanorum, I classica, I Lucensium, I Latobicorum et Varcianorum, II civium Romanorum, II (?), II Hispanorum, II Asturum, II Varcianorum, II Thracum, III Lusitanorum, III Breucorum, IIII Thracum.

nel 127c'erano 5 alae di cavalleria e 15 cohortes di fanteria (o miste), i cui nomi erano:
- per le ali: I Afrorum veterana, I Thracum et Gallorum, I Thracum Classiana civium Romanorum torquata Victrix, I Noricorum civium Romanorum e Sulpicia civium Romanorum;
- per le coorti: I Flavia Hispanorum, I Latobicorum et Varcianorum, I Pannoniorum et Dalmatarum, I Raetorum civium Romanorum, I Classica, I Lucensium, II Varcianorum, II civium Romanorum, II Hispanorum, II Asturum, III Breucorum, IIII Thracum, VI Brittonum, VI Breucorum e VI Raetorum.

nel 152c'erano 4 alae di cavalleria e 15 cohortes di fanteria (o miste), i cui nomi erano:
- per le ali: Noricorum, Sulpicia civium Romanorum, I Afrorum veterana[33] e I Thracum (et Gallorum);
- per le coorti: I Flavia Hispanorum, I Latobicorum et Varcianorum, VI Ingenuorum, I Pannoniorum et Dalmatarum, II civium Romanorum, I Raetorum, VI Raetorum, VI Brittonum, II Asturum, I classica, II Hispanorum, I Lucensium, XV voluntariorum civium Romanorum, II Varcianorum e IV Thracum.

A queste unità di terra andavano sommate le unità navali della classis germanica, cioè la flotta romana nella provincia, che aveva l'incarico prioritario di pattugliare il Reno e la sua foce che si affacciava nel Mare del Nord, avendo la sua base principale a Castra Vetera (in seguito dirottata a Colonia Agrippinensis).

### Fortezze, forti e fortini lungo/oltre illimesdel basso Reno
- legio=legione romana
- coh.=coorte
- mil=milliaria (composta da 1.000 uomini)
- eq.=coorte equitata
- ala=unità di cavalleria
- vexill=vexillationes
- c.R.=civium Romanorum

| Forte/burgus lungo il limes           | località antica          | località moderna         | dal                    | al              | Misure                                      | Unità ausiliarie presenti in differenti periodi | Mappa |
| ------------------------------------- | ------------------------ | ------------------------ | ---------------------- | --------------- | ------------------------------------------- | --- | ----- |
| forte ausiliario                      | Aardenburg               | Rodanum (?)              | 173                    | 274?            | 3,6 ha                                      | |       |
| Campo da marcia                       |                          | Ermelo                   | 170 ca.                | 180 ca.         |                                             | |       |
| Porto/forte                           | Flevum                   | Velsen                   | 14/16                  | 47              |                                             | vexill. legio V Alaudae |       |
| Forte di coorte                       | Lugdunum Batavorum       | Katwijk (Brittenburg)    | Traiano                | almeno Antonini |                                             | coh.I Raetorum Pia Fidelis vexill. legio I Minervia |       |
| Forte alare                           | Praetorium Aggripinae    | Valkenburg               | 40                     | 275 ca.         |                                             | coh.III Gallorum eq. coh.IIII Thracum Pia Fidelis |       |
| Forte di coorte                       | Matilo                   | Leiden (Roomburg)        | 47                     | 275 ca.         | 0,82 ha                                     | Coh. I Lucensium Hispanorum Coh. XV voluntariorum pia c.R. numerus exploratorum Batavorum |       |
| Forte di coorte e base flotta         | Nigrum Pullum            | Alphen aan den Rijn      | 47                     | 275 ca.         |                                             | coh.VI Breucorum vexill. legio I Minervia vexill. legio X Gemina vexill. legio XXX Ulpia Victrix |       |
| Fortino ipotetico                     |                          | Bodegraven               |                        |                 |                                             | |       |
| Forte di coorte                       | Laurum (o Laurium)       | Woerden                  | 50 ca.                 | III secolo      |                                             | coh.III Breucorum coh.XV Voluntariorum vexill. legio XXX Ulpia Victrix |       |
| Forte di coorte                       | Fletio(ne)               | Vleuten-De Meern         | 47                     | 275 ca.         |                                             | |       |
| Forte di coorte                       | Traiectum                | Utrecht                  | 47                     | 275 ca.         | forte I-IV = 1,29 ha forte V = 1,87 ha      | coh.II Hispanorum pedit.Pia Fidelis (dal 90 al 275) coh.II Batavorum Victrix ala I Thracum vexill. legio XXX Ulpia Victrix vexill. legio I Minervia |       |
| Forte alare o coorte miliaria         | Fectio                   | Bunnik (Vechten)         | Augusto                | 270             |                                             | vexill. legio XXX Ulpia Victrix vexill. legio I Minervia |       |
| Forte di coorte                       | Levefanum                | Buren (Maurik/Rijswijk)  | 70                     | IV secolo       |                                             | |       |
| Forte di coorte                       | Mannaricium              | Buren (Maurik)           | 70                     | 275 ca.         |                                             | coh.II Thracum coh.I Flavia Hispanorum eq.Pia Fidelis vexill. legio XXX Ulpia Victrix vexill. legio I Minervia vexill. Legio XXII Primigenia |       |
| Forte ipotetico                       | Carvo                    | Neder-Betuwe             | 70                     | 225 ca.         |                                             | |       |
| forte                                 |                          | Overbetuwe-Driel         | 10/20                  | 260             | 8,5 ha                                      | |       |
| forte di vexill. legionaria e auxilia | Castra Herculis          | Arnhem (Meinerswijk)     | 10/20                  | IV secolo       | 1,7-2,2 ha                                  | vexill. legio V Alaudae; vexill. legio I Minervia |       |
| Fortezza forte ausiliario             | Noviomagus Batavorum     | Nimega                   | 16 a.C.                | IV secolo       | 42,00 ha aug.; 15,70 ha flav. 4,5 ha forte  | legio I Germanica; ala Batavorum legio II Adiutrix legio X Gemina |       |
| Forte e vicus                         | Ceulcum                  | Cuijk                    | Claudio                | IV secolo       |                                             | |       |
| Forte                                 |                          | Duiven-Loowaard          | 40/50                  | inizi IV secolo | il forte è stato portato via dal fiume Reno | |       |
| Forte di coorte                       | Carvium                  | Rijnwaarden              | 40/50                  | 275 ca.         |                                             | Coh. II c.R. pia fidelis eq. |       |
| Forte                                 | Harenatium               | Kleve (Rindern)          | I secolo               | III secolo      |                                             | legio XXX Ulpia Victrix |       |
| Fortino di numerus                    | Quadriburgium            | Bedburg-Hau              | 69/70                  | V secolo        |                                             | una generica coh.II numerus Ursariensium |       |
| Forte alare                           | Burginatium              | Kalkar                   | Tiberio                | IV secolo       | 2,7 ha                                      | legio XXX Ulpia Victrix Ala Noricorum Ala Vocontiorum Ala Afrorum veterana |       |
| Città                                 | Colonia Ulpia Traiana    | Xanten                   | 8 a.C.                 | 275 ca.         |                                             | coh.II Brittonum coh.VI Ingenuorum coh.I Pannoniorum et Delmatarum equitata ala Vocontiorum |       |
| Fortezza                              | Vetera I                 | Xanten                   | 13 a.C.                | 70              | 56 ha                                       | legio XVIII legio V Alaudae legio XXI Rapax legio XV Primigenia |       |
| Fortezza                              | Vetera II                | Xanten                   | 70                     | 275 ca.         | 24,65 ha                                    | legio XXII Primigenia legio VI Victrix legio XXX Ulpia Victrix |       |
| Fortezza                              | Tricesimae               | Xanten                   | 306/311                | V secolo        |                                             | |       |
| Forte alare cancellato dal Reno       | Calo                     | Halen                    |                        |                 |                                             | |       |
| Torre di avvistamento                 | ?                        | Duisburg (Baerl)         | II secolo              | III secolo      |                                             | vexill. Legio V Alaudae? |       |
| Forte alare                           | Asciburgium              | Moers (Arsberg)          | 12-11 a.C.             | 83-85           | da 1,5 ha a 2,36 ha                         | numerose vexillationes della: Legio I Minervia Legio VI Victrix Legio VIII Augusta e Legio XXX Ulpia Victrix oltre all'ala Frontoniana |       |
| Burgus                                | Asciburgium              | Moers (Arsberg)          | Valentiniano I         |                 | 0,3 ha                                      | vexill. Legio I Minervia vexill. Legio XXX Ulpia Victrix |       |
| Forte di coorte o ala                 | Gelduba                  | Krefeld (Gellep-Stratum) | 69/70                  | V secolo        | 2,38 ha                                     | numerose vexillationes della: Legio I Minervia e Legio XXX Ulpia Victrix oltre alla coh. II Varcianorum c.R. |       |
| Fortezza                              | Novaesium                | Neuss (Gnadental)        | 16/9 a.C. e poi dal 40 | Fine 100        | 24,70 ha                                    | legio V Alaudae legio XX Valeria Victrix legio XVI Gallica legio VI Victrix |       |
| forte alare                           | Novaesium                | Neuss (Reckberg)         | 100                    | Fine IV secolo  |                                             | ala Frontoniana ala I Afrorum veterana coh. III Lusitanorum |       |
| Fortino numerus                       | ?                        | Neuss (Grimlinghausen)   | Fine I secolo          | III secolo      |                                             | |       |
| Fortezza                              | Burungum                 | Monheim am Rhein         | Costantino I           | V secolo        |                                             | ala Noricorum |       |
| Forte alare                           | Durnomagus               | Dormagen                 | 80/90                  | 390             |                                             | ala Noricorum |       |
| Fortezza legionaria doppia            | Ara Ubiorum              | Colonia                  | 9 a.C.? o 14 d.C.      | 18/21           |                                             | legio XIX legio V Alaudae legio XVI Gallica legio I Germanica legio XX Valeria Victrix vexill. legio I Minervia vexill. legio VI Victrix vexill. legio XXII Primigenia vexill. legio XXX Ulpia Victrix |       |
| Sede principale d. Classis germanica  | forte coortale? o alare? | Colonia (Marienburg)     | metà I secolo          | 276             |                                             | Numerose auxilia erano del forte di Deutz coh. I Classica coh. I Latobicorum coh. I Raetorum coh. I Thracum coh. I Vindelicorum coh. II Varcianorum c.R. coh.II Alpinorum equitata coh.II Asturum coh. III Lusitanorum coh.III Delmatarum coh.IIII Breucorum coh.IIII Vindelicorum coh.VI Ingenuorum coh. VIII Breucorum coh.XV Voluntariorum ala Sulpicia singular ala I Afrorum veterana ala Classiana ala Noricorum ala I Asturum ala I Thracum |       |
| Forte e testa di ponte                | Divitia                  | Deutz                    | 308-310                | V secolo        |                                             | vexill. legio I Minervia vexill. legio XXX Ulpia Victrix ala Felix Moesica |       |
| Fortezza                              | Bonna                    | Bonn                     | 18 ca.                 | inizi V secolo  | 26,83 ha                                    | legio I Germanica legio XXI Rapax legio I Minervia |       |
| forte alare e base flotta             | Bonna                    | Bonn                     | 18 ca.                 | inizi V secolo  |                                             | ala Frontoniana ala Longiniana ala Pomponiana coh.V Asturum coh.I Thracum |       |
| Forte di coorte                       | Rigomagus                | Remagen                  | Claudio                | fine IV secolo  | da 1,2 a 1,65 ha                            | vexill. legio I Minervia vexill. legio XXX Ulpia Victrix coh.I Hispanorum Pia Fidelis eq. Flavia Gordiana Philippiana coh. VIII Breucorum coh.I Thracum coh.I Hispanorum coh.II Varcianorum |       |

### Dimensione dell'esercito provinciale
Qui sotto trovate una tabella che riassume le forze presenti nella provincia della Germania inferiore a partire dall'Imperatore Tiberio agli Antonini:
| Imperatori | Anni    | Totale | Legionari | Ausiliari | di cui                       |
| Tiberio    | 14-37   | 42.000 | 22.000    | 20.000    | 4 legioni, 8 alae, 30 coorti |
| Domiziano  | 94      | 29.000 | 16.500    | 12.500    | 3 legioni, 5 alae, 12 coorti |
| Traiano    | 98      | 29.500 | 11.000    | 18.500    | 2 legioni, 6 alae, 25 coorti |
| Adriano    | 121-138 | 21.000 | 11.000    | 10.000    | 2 legioni, 5 alae, 15 coorti |
| Antonini   | 138-192 | 20.500 | 11.000    | 9.500     | 2 legioni, 4 alae, 15 coorti |

## Geografia politica ed economica
La provincia romana della Germania inferiore nacque nell'85 dallo scorporo della Gallia Belgica, quale provincia militare di confine lungo il limes dell'Europa continentale. Essa comprendeva tutti i territori ad occidente del basso corso del fiume Reno, confinanti a nord con il Mare del Nord, a sud raggiungendo Remagen (poco a nord del fiume Mosella). Si trattava di estese pianure assai fertili, dove scorrevano altri corsi d'acqua come la Mosa, il Waal e lo Schelda.
I territori in questione erano appartenuti fin dai tempi della conquista romana ai Cananefati, Batavi e Cugerni a settentrione, Ubii e Sunuci nella parte meridionale della provincia.
Gli insediamenti principali della provincia erano da nord a sud: Trajectum ad Rhenum (Utrecht), Noviomagus Batavorum (Nimega), Colonia Ulpia Traiana ed il vicino castrum con canabae di Vetera (Xanten), Novaesium (Neuss), Colonia Agrippinensis (Colonia, la capitale della provincia) e Bonna (Bonn).